# 千葉"naotyu-"直樹
千葉"naotyu-"直樹（ちば なおちゅー なおき、1988年4月13日 - ）は、日本のソングライター、編曲家、音楽プロデューサー。ソニー・ミュージックパブリッシング所属、株式会社ガソリンアレイ代表取締役。

## 略歴
2000年代初頭から楽曲制作をスタートし、現事務所への所属を機に現在の名義での作家活動を行っている。2022年音声合成ソフト「青春系ソングボイス CeVIO AI 双葉湊音」企画・制作・製造・販売を行う。

## 提供作品
明坂聡美
- 「月夜のセレナーデ」（作曲・編曲）

ASCA
- 「ASCA 偽物の恋にさようなら with 分島花音」（編曲）

彩音
- 「radio magic」（編曲）

アンティック-珈琲店-
- 「咲 -saku-」（編曲・サウンドプロデュース）
- 「バードの悲劇」（編曲・サウンドプロデュース）
- 「じぶん説明書」（編曲・サウンドプロデュース）
- 「キミノマチ」（編曲・サウンドプロデュース）
- （編曲・サウンドプロデュース）
- 「Bee Myself Bee Yourself ～自分らしく君らしく生まれたストーリーは始まってんだ」（編曲・サウンドプロデュース）
- 「イタイ女～NO PAIN,NO LOVE? JAPAIN GIRLS in LOVE～」（編曲・サウンドプロデュース）
- 「狼MAN ～Let’s make precious love～」（編曲・サウンドプロデュース）
- 「重力スキャンダラス」（編曲・サウンドプロデュース）
- 「ハチミツ+レモン=?」（編曲・サウンドプロデュース）
- 「鬱くしい人」（編曲・サウンドプロデュース）
- 「現代ソルジャーなう。」（編曲・サウンドプロデュース）
- 「Oの先が言えない」（編曲・サウンドプロデュース）
- 「賞味期限2010.01.04（編曲・サウンドプロデュース）
- 「イナズマの旋律」（編曲・サウンドプロデュース）
- 「キミノマチ 〜五人合唱ver.〜（編曲・サウンドプロデュース）
- 「モウソウモモウソロソロ」（編曲・サウンドプロデュース）
- 「Spring Snow」 編曲（編曲・サウンドプロデュース）
- 「願い事は1つさ」（編曲・サウンドプロデュース）
- 「キミはいつか鍵になる～truth or lie～」（編曲・サウンドプロデュース）

石田燿子
- 「COLORFUL BOX」（編曲）

いとうかなこ
- 「SideEffect」（編曲）

今井麻美
- 「クロガネ」（編曲）

奥井雅美
- 「宝箱－TREASURE BOX－」（編曲）

kanon×kanon
- 「カレンデュラ レクイエム」（編曲）
- 「ザ ドールハウス!」（編曲）
- 「ウミガメスープ」（編曲）
- 「恋の道程」（編曲）

ケラ!ソン(KERA SONGS 13th Anniversary Collection)
- 「ファッション・ドール」（編曲）

圏9
- 「発光」（作曲・編曲）
- 「信徒（XINTU）」（作曲・編曲）
- 「問蝶（WEN DIE）」（作曲・編曲）

斉藤朱夏
- 「ハイタッチ」（編曲）

佐々木恵梨
- 「Ring of fortune」（作曲・編曲）
- 「Last Diary」（作曲・編曲）
- 「Recalling」（編曲）

佐々木李子
- 「Histoire du Reve」（作曲・編曲）

サンダルテレフォン
- 「真夏の匂い」（作曲・編曲）
- 「Step by Step」（作詞・作曲・編曲）
- 「It's Show Time!!」（作詞・作曲・編曲）

3B junior
- 「はじまりのはじまり」（作曲・編曲）

てんかすトリオ
- 「Puzzle」（編曲）

東城陽奏
- 「ONE」（作曲・編曲）

西田望見
- 「doll」（編曲）

乃木坂46
- 「もしも心が透明なら」（共編曲）

≠ME
- 「誰もいない森の奥で一本の木が倒れたら音はするか?」（作曲・編曲）

はちみつロケット
- 「千年ミラクル」（作曲・編曲）

花澤香菜
- 「キミをマモリタイ」（作曲・編曲）

福田沙紀
- 「桜道」（作曲・編曲）

マジェスティックセブン
- 「Space Ship Go!」（作曲・編曲）

magical2
- 「絶対友情宣言！」（作詞・作曲・編曲）

Machico
- 「Lunar eclipse」（編曲）

三澤紗千香
- 「ユナイト」（編曲）
- 「トワイライト」（編曲）
- 「リンクス」（作詞・作曲・編曲）
- 「フェイス」（編曲）
- 「シグナル」（編曲）
- 「アラウド」（作曲・編曲）
- 「I'm here」（編曲）
- 「青い涙」（編曲）
- 「Wonder&Wander」（作曲・編曲）
- 「my love」（作曲・編曲）
- 「フラッグ」（編曲）
- 「Epilogue～I’m here～」（共作曲・編曲）

水瀬いのり
- 「Milky Star」（編曲）
- 「夏の約束」（編曲）

ももいろクローバー
- 「全力少女」（作曲）

LiSA
- 「妄想コントローラー」（編曲）
- 「無色透明」（編曲）
- 「now and future」（編曲）
- 「ROCK-mode」（編曲）
- 「ジェットロケット」（編曲）

Ririchiyo（咬人猫）
- AI MEI XIN HAO（作曲・編曲）

Luce Twinkle Wink☆
- 「go to Romance>>>>>」（編曲）
- 「meteor bell」（編曲）

分島花音
- 「ファールプレーにくらり」（編曲）
- 「サクラメイキュウ」（編曲）
- 「signal」（編曲）
- 「killy killy JOKER」（編曲）
- 「continue」（編曲）
- 「RIGHT LIGHT RISE」（編曲）
- 「Mayday!」（編曲）
- 「Love your enemies」（編曲）
- 「ツキナミ」（編曲）

### アニメ・ゲーム関連
アイドル事変
- 「追い風はハリケーン」（作詞・作曲・編曲）

蒼井翔太✕リトルツインスターズコラボ企画
- 「しあわせピース」（作曲・編曲）
- 「グッドナイト・ワンダーランド」（作詞・作曲・編曲）

アニメガタリズ
- 「恋するGATARIS」（作曲・編曲）

イロドリミドリ
- 「GO！GO！ラブリズム ♥ ～あーりん書類審査通過記念Ver.～」（編曲）
- 「クレッシェンド・ストーリー」（編曲）

俺の妹がこんなに可愛いわけがない。
- 「ずっと…」（編曲・サウンドプロデュース・ミックス）
- 「Keep」（編曲・サウンドプロデュース・ミックス）
- 「きょうもしあわせ」（編曲・サウンドプロデュース・ミックス）
- 「想うコト」（編曲・サウンドプロデュース・ミックス）
- 「Thank You」（編曲・サウンドプロデュース）

キングスレイド
- 「魔法possibility」（作曲・編曲）

けんぷファー
- 「すぱいすがーるはーとくらぶ」（作曲・編曲）

ご注文はうさぎですか?
- チマメ隊「ときめきポポロン♪」（編曲）
- マヤ&メグ「リトル＊トレジャー＊ハント」
- リゼ&千夜「センチメンタルボタン」

コンクリート・レボルティオ～超人幻想～THE LAST SONG
- 「いい日旅立ち」（歌唱：相川七瀬）（編曲）

スタミュ
- 「C☆NGRATULATIONS!」（編曲）
- 「two of us」（編曲）

ストライク・ザ・ブラッド
- 「フォーチュンナンバー0405」（編曲）
- 「フランボワーズ ラヴァーズ」（編曲）

ソラとウミのアイダ
- 「海のLove Song」（作曲・編曲）

通常攻撃が全体攻撃で二回攻撃のお母さんは好きですか？
- 「通常攻撃が全体攻撃で二回攻撃ママ」（編曲）

DREAM!ing
- 「ゆめの世界へようこそ」（作曲・編曲）

ドリームガール プルミエ
- 「はじまりのスマイル」（作曲・編曲・サウンドプロデュース）
- 「ときめき コットン・パール」（作曲・編曲・サウンドプロデュース）
- 「満天 スターリー・ナイト」（作曲・編曲・サウンドプロデュース）

信長の忍び
- 「ユリシス 〜幸せの青き蝶〜」（作曲・編曲）

パンチライン
- 「Justice Punch, Here We Go!」（作曲・編曲）

バンドやろうぜ！ （Cure2tron）
- 「君と夏の日」（作曲・編曲）
- 「ぐるぐるマジック」（作曲・編曲）
- 「祝福の花束」（作曲・編曲）
- 「ショコラモード」（作曲・編曲）
- 「旅立ちメロディ」（作曲・編曲）
- 「メガメガトロン」（作曲・編曲）
- 「廻々ストーリー」（作曲・編曲）
- 「Cutie Tune Up!!」（作曲・編曲）
- 「I'm A Superstar」（作詞・作曲・編曲）
- 「One Night Carnival」（編曲）
- 「Strange Party Night」（作曲・編曲）
- 「Swing Night」（作曲・編曲）
- 「戦車の行進～When The Chariots Go Marching In～」（作詞・作曲・編曲）
- 「サカサマヒステリー」（作曲・編曲）
- 「ONE WAY ROAD」（作曲・編曲）
- 「トゥモロートゥモロー」（作詞・作曲・編曲）

B-PROJECT
- 「哀愁→セレナーデ」（作詞・作曲・編曲）

ブレンド・S
- 「明日も世界の真ん中で♡」（作曲・編曲）

project575
- 「コトバ・カラフル」（作曲・編曲）
- 「コトバ・サガシタイ」（作詞・作曲・編曲）

ベルゼブブ嬢のお気に召すまま。
- 「あくまで恋煩い」(編曲)

まほコレ〜魔法☆あいどるコレクション〜
ユニティちゃん
- 「UNITE IN THE SKY」（作詞・作曲・編曲）

ラグナストライクエンジェルズ
- 「絆のチカラ」（作曲・編曲）

恋愛ラボ
- 「Best FriendS」（作曲・編曲）

### 劇伴・その他
- 「グランツーリスモ6」
- 「グランツーリスモSPORT」
- 「グランツーリスモ7」
- 「アラタなるセカイ」
- 「ニセコイ」
- 「ISUCA」[7]
- 「ベルゼブブ嬢のお気に召すまま。」（分島花音と共作）
- 「バンドやろうぜ!」
- 「マギアレコード 魔法少女まどか☆マギカ外伝」
- 「ワイルドアームズ ミリオンメモリーズ」
- 「N高等学校」校歌「代数Nの方程式」ストリングス・アレンジ